# Keda (distrikt)
Keda (georgiska: ქედის მუნიციპალიტეტი, Kedis munitsipaliteti) är ett distrikt i Georgien. Det ligger i den autonoma republiken Adzjarien, i den västra delen av landet. Kedadistriktet består av 63 mindre byar på en yta av 452 km². År 2014 hade distriktet 16 760 invånare.